# José Miguel Beñarán Ordeñana
Pour les articles homonymes, voir Argala.
José Miguel Beñarán Ordeñana, alias « Argala », né en 1949 à Arrigorriaga (Espagne) et mort le 21 décembre 1978 à Anglet (France), était un membre de l'organisation militante armée ETA et un des idéologues marxistes-léninistes les plus importants de l'organisation pendant le franquisme et la transition espagnole. Il a été impliqué, avec d'autres etarras, dans l'opération appelée Ogro durant laquelle fut assassiné l'amiral Luis Carrero Blanco - qui venait d'être nommé par Franco comme président du gouvernement. Deux de ses collaborateurs, son chauffeur et l'escorte, furent également tués dans l'attentat. 
Argala est mort assassiné le 21 décembre 1978 par une bombe placée sous sa voiture à Anglet (Pays basque français ou Iparralde) en réponse au meurtre de Carrero Blanco. Cet attentat fut revendiqué par l'organisation anti-indépendantiste d'extrême droite Batallón Vasco Español. Dans les participants à l'attentat se trouvaient José María Boccardo, ancien membre de la Triple A, Jean-Pierre Cherid un ancien membre de l'OAS et Mario Ricci un néo-fasciste italien.

## Biographie
Né à Arrigorriaga en 1949 au sein d'une famille nationaliste et bascophone du côté de sa mère, Argala commence ses lectures marxistes dès sa jeunesse, influencé par ses amitiés avec la gauche patriote (abertzale), adversaire du régime franquiste. Plus tard, il décide d'intégrer l'ETA, une organisation qui unissait le discours marxiste-leniniste à indépendantisme basque.
En 1968 et à la suite de détentions, José Miguel Beñarán abandonne sa localité pour se réfugier à Oñate et adopte le pseudonyme d'Iñaki. Exilé ensuite au Pays basque français, il prend une part active à la future évolution de l'organisation. Durant ces années d'intenses dialectiques, Argala affirme « Yo discuto con todos, intelectualizo a los militares y militarizo a los intelectuales » (« Je discute avec tous, intellectualise les militaires et militarise les intellectuels »).
En décembre 1973, José Miguel Beñarán Ordeñana, connu désormais sous le nom de Fernando, se trouve à Madrid, avec d'autres membres du commando Txikia.
De nouveau au Pays basque français, il prend part à la restructuration d'ETA. Au sein de l'organisation se font jour des divergences liées aux changements internes et, principalement, à l'analyse du futur politique. Argala joue à ce moment un rôle déterminant à deux tranchants : en analysant les conséquences de la chute du régime franquiste et les changements qui s'approchaient, et en étudiant le dédoublement pour comprendre tous les fronts de lutte sur un nouveau modèle organisationnel, laissant à ETA le champ militaire. Ainsi s'est constitué en novembre 1974 ETA militaire, dont l'analyse effectuée par José Miguel Beñaran sera concrétisée dans le manifeste « Agiri », publié à la fin de ce même mois.
En octobre 1976 Argala se marie à l'Île-d'Yeu (France), où il était déporté, avec Asun Arana, dont le compagnon, Jesus Mari Markiegi, avait trouvé la mort dans une opération policière à Guernica en 1975. Après avoir abandonné l'Île-d'Yeu, tous les deux louent une maison à Anglet, au Pays basque français. Il meurt le 21 décembre 1978 dans un attentat à la bombe effectué par le Batallón Vasco Español, à Anglet.
Pendant des années, une place de sa localité natale a porté son surnom le plus connu, Argala, jusqu'à ce qu'en 2009 la mairie en retire la plaque sur ordre du juge de l'Audience nationale Santiago Pedraz, lequel considérait qu'il attentait à « la dignité des victimes du terrorisme ».

## Ouvrage
- (es) Prólogo de Los vascos de la nación al Estado: P.N.V., E.T.A., ENBATA... (sur la première édition de 1979)[6].